# NGC 6006
NGC 6006 ist eine 14,2 mag helle Elliptische Galaxie vom Hubble-Typ E3 im Sternbild Schlange, die schätzungsweise 471 Millionen Lichtjahre von der Milchstraße entfernt ist. Im selben Himmelsareal befinden sich die Galaxien NGC 6007 und NGC 6009.
Das Objekt wurde am 2. Juni 1864 von Albert Marth entdeckt.